# سیارک ۵۶۶۳
سیارک ۵۶۶۳ (به انگلیسی: 5663 McKeegan، نامگذاری:1981EQ12) پنج هزار و ششصد و شصت و سومین سیارک کشف شده‌است که در ۱ مارس ۱۹۸۱ کشف شد.
قدر مطلق سیارک برابر ۱۷.۰ است.